# Jacob Collier
Jacob Collier (Londres, 2 de agosto de 1994) é um músico britânico.
Após uma série de vídeos virais em seu canal do YouTube, Jacob chamou a atenção de grandes nomes da indústria da música. Entre eles, pode-se destacar Quincy Jones, que apadrinhou-o logo por volta de 2014 para que Collier pudesse se inserir de vez no mercado musical.
Após seu primeiro álbum, In My Room (2016), que lhe garantiu dois prêmios Grammy, o músico vem se dedicando ao projeto Djesse, que se propõe a ser um álbum em quatro volumes que vêm sendo lançados anualmente desde 2018.

## Infância e juventude
Jacob vem de uma família de músicos. Seu avô materno, Derek Collier, era um violinista profissional que estudou na Royal Academy of Music, em Londres. Sua mãe, Susan Collier, era também violinista e professora de música.
Collier cresceu na zona norte de Londres com sua mãe e duas irmãs mais novas.

## Carreira

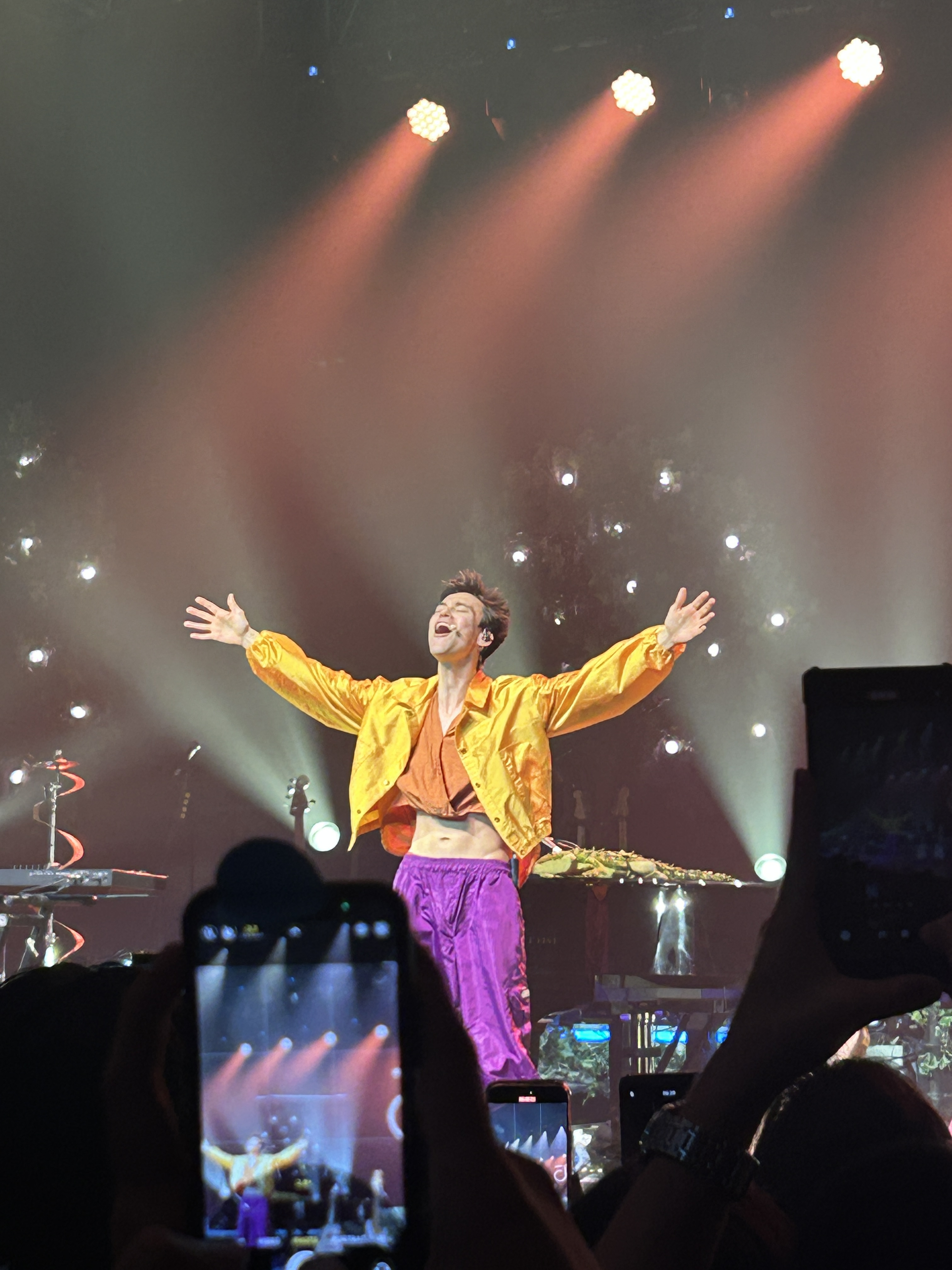
Collier se apresenta em Manila em 2025

Em 2011, Jacob Collier começou a postar conteúdo musical em seu canal do YouTube com arranjos próprios de grandes clássicos da música. Após alguns anos, com um crescimento expressivo de seu canal, Jacob chamou a atenção de grandes músicos da cena internacional, mais especificamente músicos de jazz, como Quincy Jones e Herbie Hancock.
Em 2015, o músico fez sua primeira tour pelos Estados Unidos e Europa. No mesmo ano, Collier abriu o show de Herbie Hancock e Chick Corea no Montraux Jazz Festival de 2015.
No ano seguinte, lançou seu primeiro álbum, In My Room. Nesse projeto, o autor arranjou e produziu todas as músicas, tendo também tocado todos os instrumentos presentes no álbum. Tendo sido gravado e produzido na sala de música da casa de sua família, em Londres, o álbum garantiu ao artista dois Grammy Awards pelos arranjos das faixas "Flinstons" e "You and I".
Após o sucesso de In My Room, Jacob passou a se dedicar ao projeto de um álbum com 50 músicas lançado em 4 volumes. Trata-se de Djesse, que vem tendo cada volume lançado anualmente desde 2018, tendo o seu quarto volume com previsão de lançamento para 2021. A esse projeto, devem-se outros dois Grammy Awards ganhos pelo músico. O primeiro se deve ao arranjo de "All Night Long", de Djesse - Vol. 1. Já o segundo, ao arranjo de "Moon River", presente em Djesse - Vol. 2.
Com o lançamento de Djesse - Vol. 3, Jacob foi indicado a mais três Grammy Awards nas categorias de Álbum do ano, Melhor Performance R&B, pela música "All I Need", e Melhor Arranjo Instrumental pela faixa "He Won't Hold You".